# Bichena
Bichena är en ort i Etiopien.   Den ligger i regionen Amhara, i den centrala delen av landet, 170 km norr om huvudstaden Addis Abeba. Bichena ligger 2 544 meter över havet och antalet invånare är 16 411.
Terrängen runt Bichena är platt åt sydväst, men åt nordost är den kuperad. Runt Bichena är det ganska tätbefolkat, med 116 invånare per kvadratkilometer. Det finns inga andra samhällen i närheten. Trakten runt Bichena består till största delen av jordbruksmark.